# Carlo Bartolomeo Richelmi di Bovile
Tete Bartolomeo Richelmi conte di Bovile (Torino, 1756 – Torino, 12 febbraio 1816) è stato un generale italiano, che fu insignito da re Vittorio Emanuele I del Collare dell'Ordine supremo della Santissima Annunziata.

## Biografia
Nacque a Torino nel 1756. Arruolatosi giovanissimo nell'Armata Sarda, divenne cornetta di cavalleria nel 1772, e scudiere dei duchi d'Aosta e di Monferrato nel 1775. Ufficiale del Reggimento "Piemonte Reale Cavalleria", combatte nella guerra delle Alpi. Il 24 maggio 1793 e promosso maggiore, e 26 luglio 1794 diviene maggiore effettivo nel Reggimento "Piemonte Reale Cavalleria". Il 22 aprile 1796 è distaccato presso la Corte del Duca d'Aosta con l'incarico di Primo Scudiere e Gentiluomo di Camera ed e promosso luogotenente colonnello di cavalleria. Il 1 febbraio 1799 (13 Piovoso dell’anno VII della Repubblica Francese), nella rivista in tale data indicato come chef d'escadron nel 4º Reggimento "Dragoni Piemontesi" costituito il 21 dicembre 1798 (1 nevoso dell'anno VII della Repubblica Francese). Dopo l'esilio della corte sabauda in Sardegna diviene piccolo grande di corte.
Brigadiere  di cavalleria dal 21 giugno 1812, dopo la restaurazione il 19 luglio 1814, promosso colonnello, e nominato comandante del Reggimento "Piemonte Reale Cavalleria". Il 31 dicembre 1814 assume l'incarico di Ispettore generale della cavalleria e dragoni. Gran cacciatore e gran falconiere, governatore della Venaria Reale, il 17 gennaio 1815 e nominato grande della Corona. Elevato al rango di maggior generale il 20 gennaio 1815, tesoriere dell'Ordine militare di Savoia, è insignito del Collare dell'Ordine supremo della Santissima Annunziata il 2 novembre dello stesso anno. Si spegne a Torino il 12 febbraio 1816 a causa di una malattia.

### Fonti
1. 1 2 3 4 5 6  Ilari, Shamà 2008, p. 431.
2. 1 2 3 4 5 6 7  Lo Faso di Serradifalco 2016, p. 380.
3. ↑   Gazzetta piemontese, Volume 1, 1816,  p. 84. URL consultato il 12 marzo 2021.